# ベジュタ人
ベジュタ人（ベジュタじん、ベジュタ語: капучинцы, бежкьас; アヴァル語: БежтӀал; ロシア語: Бежтинцы;  英語: Bezhta people）とは、ロシア連邦のダゲスタン共和国に居住する少数民族である。

## 概要
ダゲスタンのチュンチンスキー地区に居住する民族で、約6千人が暮らしている。北東コーカサス語族のダゲスタン語派、ツェズ諸語（英: Tsezic）に属す無文字言語であるベジュタ語を話す。
アヴァール人の一派（さらに細かく言うと、アヴァール人の一派であるツェズ人の一派）として分類されている。
イスラム教スンニ派を信仰している。1806年にロシア帝国に編入され、ソビエト連邦統治中にロシア化が進められ、ベジュタ人独自の文化は失われていった。